# Salvatore Sassi
Salvatore Sassi (Lecco, 10 gennaio 1910 – Noari, 2 giugno 1937) è stato un militare e aviatore italiano, decorato di Medaglia d'oro al valor militare alla memoria nel corso delle operazioni di controguerriglia in Africa Orientale Italiana.

## Biografia
Nacque a Lecco, provincia di Como, il 10 gennaio 1910. Dopo aver frequentato, e conseguito il diploma di ragioniere, l'Istituto "Parini" della sua città natale  il 15 febbraio 1932 venne ammesso al corso allievi ufficiali di complemento presso il Centro della 2ª Zona Aerea Territoriale (Z.A.T.) in Parma. Il 29 marzo fu trasferito a quello della 3ª Zona Aerea Territoriale (Z.A.T.), venendo nominato aviere scelto il 10 maggio e primo aviere e pilota d'aeroplano il 18 ottobre.  Conseguito il brevetto di pilota militare il 1 febbraio 1933 e promosso sottotenente il 7 marzo successivo, veniva destinato all'8º Stormo Bombardamento Terrestre per il servizio di prima nomina. Trattenuto in servizio attivo, e destinato all'aviazione dell'Eritrea, sbarcò a Massaua il 25 agosto 1935. Si distinse nel corso della guerra d'Etiopia, venendo decorato con una medaglia di bronzo al valor militare e divenendo sottotenente in s.p.e. per meriti di guerra. Promosso tenente il 24 maggio 1936, si distinse in servizio presso la 18ª Squadriglia Bombardamento Terrestre in numerosi voli di guerra durante le operazioni di consolidamento della conquista italiana dell'Etiopia. Decorato con una seconda medaglia di bronzo al valor militare, per le operazioni su Lekemptì, nel Lasta, a Lalibelà (settembre-novembre 1936), cadde in combattimento a Noari (Mored) il 2 giugno 1937. Fu insignito della Medaglia d'oro al valor militare alla memoria. Una via di Lecco porta il suo nome.

### Annotazioni
1. ↑  All'età di 15 anni, durante una processione in onore di San Luigi Gonzaga, si arrampicò sul muro esterno di un edificio per spegnere un incendio originatosi da un drappo rosso appeso a un balcone.

### Fonti
1. 1 2 3 4 5 6 7 8  Combattenti Liberazione.
2. 1 2  Gruppo Medaglie d'Oro al Valor Militare 1965, p. 235.
3. 1 2  Ufficio Storico dell'Aeronautica Militare 1969, p. 56.
4. ↑   Medaglia d'oro al valor militare Sassi Salvatore, su quirinale.it, Quirinale. URL consultato l'11 luglio 2021.